# G-130
G-130または2-フェニル-5,5-ジメチルテトラヒドロ-1,4-オキサジン(2-Phenyl-5,5-dimethyltetrahydro-1,4-oxazine)は、フェンメトラジン系の精神刺激薬、食欲減退薬である。

## 構造アナログ
モノアミン再取り込み阻害薬及びニコチン性アセチルコリン受容体の複合体として振る舞うG-130やラダファキシンの関連化合物が合成されている。